# Erika Stiedry-Wagner
Erika Stiedry-Wagner (* 11. Märzjul. / 23. März 1890greg. in Zabeln als Erika von Wagner; † 21. Juni 1974 in Zürich) war eine Schauspielerin, Sängerin und Rezitatorin baltischer Herkunft.

## Leben
Erika Stiedry-Wagner, geboren im damals russischen Kurland, heute Lettland, erhielt eine Ausbildung als Schauspielerin und kam 1907 an das Hoftheater Meiningen. Es folgten Engagements an das Wiener Burgtheater (1910/11) und in der Folgesaison an das Neue Schauspielhaus Berlin bei Max Reinhardt. 1912 bis 1924 (mit kurzer Unterbrechung) und erneut 1926 bis 1930 wirkte sie am Deutschen Volkstheater in Wien, dazwischen wieder am Burgtheater sowie dem Theater in der Josefstadt. 1922 bis 1935 wirkte sie zudem in mehreren Filmen mit. Hierzu zählt 1932 eine Verfilmung der Operette Friederike von Léhar; dank Gesangsunterricht hatten sich ab 1920 auch Auftritte als Lied- und Operettensängerin ergeben. Über eine Bekanntschaft mit Alban Berg und dessen Frau Helene kam sie in Kontakt mit dem Kreis um Arnold Schönberg und wirkte 1921 als Interpretin von Liedern Schönbergs in Konzerten des Vereins für musikalische Privataufführungen mit. In der Folge spezialisierte sie sich auf das Melodram Pierrot Lunaire von Arnold Schönberg, das eine Sprechstimme fordert, die in rhythmisierter Form und in festgelegten Tonhöhen rezitiert. Mit diesem Werk gastierte sie seit 1921 in über 20 Konzerten in verschiedenen europäischen Städten bis nach London und Leningrad.
Erika Stiedry-Wagner war seit 1932 in zweiter Ehe mit dem Dirigenten Fritz Stiedry verheiratet und übersiedelte mit ihm nach der nationalsozialistischen Machtergreifung 1933 von Berlin in die UdSSR, 1937 für einige Monate nach Wien. 1938 folgte sie ihrem vorausgereisten Ehemann nach New York, wo sie an der dortigen Österreichischen Bühne bis zu deren Schließung noch wenige Jahre als Schauspielerin und Sängerin engagiert war. 1940 nahm sie unter Leitung des Komponisten den Pierrot Lunaire für das Label Columbia auf. In den Folgejahren ergaben sich nurmehr einzelne Engagements sowie Auftritte bei Lesungen. 1951 übernahm sie das in Schönbergs Gurreliedern enthaltene Melodram bei einer Aufführung mit dem Cincinnati Symphony Orchestra. Nachdem ihr Mann seine Tätigkeit an der Metropolitan Opera 1958 aufgab, zog Erika Stiedry-Wagner mit ihm nach Zürich.

## Familie
Ihre Schwester war die Malerin und Illustratorin Martha von Wagner-Schidrowitz, die seit 1922 mit dem Journalisten und Verleger Leo Schidrowitz verheiratet war.